# Brooks (Minnesota)
Brooks is een plaats (city) in de Amerikaanse staat Minnesota, en valt bestuurlijk gezien onder Red Lake County.

## Demografie
Bij de volkstelling in 2000 werd het aantal inwoners vastgesteld op 141.
In 2006 is het aantal inwoners door het United States Census Bureau geschat op 137, een daling van 4 (-2,8%).

## Geografie
Volgens het United States Census Bureau beslaat de plaats een oppervlakte van
3,0 km², geheel bestaande uit land. Brooks ligt op ongeveer 344 m boven zeeniveau.

## Plaatsen in de nabije omgeving
De onderstaande figuur toont nabijgelegen plaatsen in een straal van 24 km rond Brooks.